# ليزلي غيليت
ليزلي غيليت (بالإنجليزية: Leslie Gillett)‏ هو مدير فني أمريكي، ولد في 15 فبراير 1881 في آيوا في الولايات المتحدة، وتوفي في 20 فبراير 1969 في سانتا فيه في الولايات المتحدة.